# Hiển Vi Kính (chòm sao)
Chòm sao Hiển Vi Kính 顯微鏡, (tiếng La Tinh: Microscopium) là một trong 88 chòm sao hiện đại, mang hình ảnh kính hiển vi.
Chòm sao nhỏ này có diện tích 210 độ vuông, nằm trên thiên cầu nam, chiếm vị trí thứ 66 trong danh sách các chòm sao theo diện tích.
Chòm sao Hiển Vi Kính nằm kề các chòm sao Bạch Dương, Ma Kết, Nhân Mã, Viễn Vọng Kính, Ấn Đệ An, Thiên Hạc, Nam Ngư.

## Tên gọi
Tên chòm sao Hiển Vi Kính được nhà thiên văn người Pháp Nicolas Louis de Lacaille đặt ra, cùng với 14 chòm sao khác ở thiên cầu nam.

## Thiên thể
Các thiên thể đáng quan tâm
- Sao đôi α Mic, sao sáng nhất trong chòm sao Hiển Vi Kính
- Sao biến đổi kiểu Mira R Mic